# FC Boby Brno 1997/1998
Tento článek se podrobně zabývá soupiskou a statistikami týmu FC Boby Brno v sezoně 1997/1998.

## Důležité momenty sezony
- 10. místo v konečné ligové tabulce
- Semifinále národního poháru
- 2. předkolo Poháru UEFA

## Statistiky hráčů
- zahrnující ligu, evropské poháry a závěrečné boje národního poháru (osmifinále a výše)

| Pozice | Jméno              | Zápasy | Národnost |           |
| B      | Luboš Přibyl       | 32     | Česko     |           |
| B      | Radim Vlasák       | 6      | Česko     |           |
| Pozice | Jméno              | Zápasy | Góly      | Národnost |
| Z      | Petr Bartes        | 9      | 0         | Česko     |
| O      | Petr Baštář        | 4      | 0         | Česko     |
| O      | Zdeněk Cihlář      | 32     | 0         | Česko     |
| Z      | Richard Dostálek   | 28     | 9         | Česko     |
| U      | Pavel Holomek      | 34     | 12        | Česko     |
| O      | Martin Hyský       | 17     | 0         | Česko     |
| Z      | Vladimír Chaloupka | 28     | 4         | Česko     |
| Z      | Petr Kocman        | 26     | 0         | Česko     |
| Z      | Michal Kolomazník  | 35     | 10        | Česko     |
| U      | Přemysl Kovář      | 6      | 0         | Česko     |
| O      | Petr Křivánek      | 34     | 1         | Česko     |
| Z      | Jan Maroši         | 33     | 1         | Česko     |
| U      | Milan Pacanda      | 34     | 5         | Česko     |
| Z      | Jan Palinek        | 33     | 0         | Česko     |
| Z      | Jan Polák          | 5      | 0         | Česko     |
| Z      | Patrik Siegl       | 33     | 3         | Česko     |
| U      | Pavel Šustr        | 6      | 0         | Česko     |
| Z      | Zdeněk Valnoha     | 34     | 9         | Česko     |
| O      | Martin Zbončák     | 13     | 0         | Česko     |
| Ú      | Marek Zúbek        | 24     | 0         | Česko     |

- hráči A-týmu bez jediného startu: Pavel Gronich, Martin Pařízek, Tomáš Abrahám, Jiří Kopunec, Miloš Kropáček, Karel Večeřa, Roman Veselý
- trenér: Karel Večeřa
- asistenti: Radek Bělák, Josef Hron

## Zápasy

### 1. Liga
- 1. a 16. kolo – FC Boby Brno – AFK Atlantic Lázně Bohdaneč 3:0, 1:0
- 2. a 17. kolo – FC Slovan Liberec – FC Boby Brno 1:0, 0:0
- 3. a 18. kolo – FC Boby Brno – SK Slavia Praha 0:2, 0:1
- 4. a 19. kolo – FC Baník Ostrava – FC Boby Brno 3:3, 0:2
- 5. a 20. kolo – FC Boby Brno – FC Petra Drnovice 3:1, 0:4
- 6. a 21. kolo – FC Kaučuk Opava – FC Boby Brno 1:1, 2:1
- 7. a 22. kolo – FC Boby Brno – FC Dukla 4:0, 1:2
- 8. a 23. kolo – FC Boby Brno – SK Spartak Hradec Králové 0:0, 1:1
- 9. a 24. kolo – FK Jablonec – FC Boby Brno 2:0, 2:2
- 10. a 25. kolo – FC Boby Brno – AC Sparta Praha 2:1, 0:2
- 11. a 26. kolo – SK Sigma Olomouc – FC Boby Brno 2:1, 1:1
- 12. a 27. kolo – FC Boby Brno – FK Teplice 1:0, 2:3
- 13. a 28. kolo – FC Viktoria Plzeň – FC Boby Brno 3:2, 1:5
- 14. a 29. kolo – FC Boby Brno – FK Viktoria Žižkov 3:2, 0:2
- 15. a 30. kolo – SK České Budějovice – FC Boby Brno 1:3, 2:0

### Národní pohár
- 2. kolo – FC Zeman Brno – FC Boby Brno 0:3
- 3. kolo – FC Vysočina Jihlava – FC Boby Brno 0:4
- Osmifinále – SK Spolana Neratovice – FC Boby Brno 1:2
- Čtvrtfinále – FC Boby Brno – FC Baník Ostrava 1:1, 4:2 pen
- Semifinále – FK Jablonec – FC Boby Brno 1:0 prodl

### Pohár UEFA
- 1.předkolo – Inkaras Kaunas – FC Boby Brno 3:1, 1:6
- 2.předkolo – Rapid Wien – FC Boby Brno 6:1, 0:2

## Klubová nej sezony
- Nejlepší střelec – Pavel Holomek, 12 branek
- Nejvíce startů – Michal Kolomazník, 35 zápasů
- Nejvyšší výhra – 6:1 nad Inkaras Kaunas
- Nejvyšší prohra – 1:6 s Rapidem Vídeň
- Nejvyšší domácí návštěva – 31 730 na utkání se Spartou Praha
- Nejnižší domácí návštěva – 3 200 na utkání s Plzní